# Pro-Life (Masters of Horror)
"Pro-Life" és el cinquè episodi de la segona temporada de la sèrie de televisió estatunidenca d'antologia Masters of Horror. Dirigida per John Carpenter, l'episodi és protagonitzat per Caitlin Wachs com una noia embarassada que busca avortar un dimoni no nascut dins d'ella, mentre que el seu pare armat d'armes (Ron Perlman) intenta evitar que ho faci. La banda sonora de l'episodi va ser composta pel fill de Carpenter Cody.

## Argument
Angelique (Caitlin Wachs) és portada a una clínica d'avortaments per acabar amb el seu embaràs, producte d'una violació demoniaca. No obstant això, el seu pare, Dwayne (Ron Perlman), que està en contra de l'avortament, i tres germans es van proposar assegurar-se que el nadó visqui, després que el pare rebé missatges de Déu dient-li que salvi el nadó.
Al final, Angelique dona a llum una criatura demoníaca. El pare dimoni (Derek Mears) s'aixeca del terra i mata una part del personal, un dels germans i Dwayne (després que s'adona que va ser el dimoni qui li va dir que salvés el nadó). El nadó rep un tret al cap d’Angelique, ja que el nadó la reconeix com a mare, i aleshores el pare dimoni, aparentment afligit per la seva mort, torna a l'infern amb el cadàver.
Aleshores Angelique acaba l'episodi dient "La voluntat de Déu s'ha fet".

## Repartiment
- Ron Perlman (Dwayne Burcell)
- Caitlin Wachs (Angelique Burcell)
- Mark Feuerstein (Dr. Alex O'Shea)
- Emmanuelle Vaugier (Kim)
- Bill Dow (Dr. Kiefer)
- Derek Mears (Dimoni)

## Mitjans domèstics
L'episodi va ser llançat en DVD el 20 de març de 2007. És el divuitè episodi i el catorzè episodi que s'estrena en DVD. També hi ha una portada alternativa del DVD que inclou la mà d'un dimoni arrancant del fons d'un bressol.